# Ґусар
Ґусар (азерб. Qusar, лезгин. Кцӏар), раніше також Кусари — місто на півночі Азербайджану, адміністративний центр Ґусарського району. Ґусар розташований у передгір'ях Великого Кавказу, на річці  Ґусарчай в 35 км на північний захід від залізничної станції Худат і в 180 км від Баку.

## Етимологія
Існує багато версій походження назви міста, але найбільш правдоподібною вважається версія кандидата історичних наук Таміли Халілової. З VII століття починається завоювання арабами Закавказзя, згідно з історичними даними араби досягли території сучасного Ґусарського району. За версією історика назва річки походить від арабського Аль-Каусар. Згідно смисловому перекладу священного Корану на російську мову Кулієва Ельміра, «Аль-Каусар — що в перекладі означає річка достатку, тобто райська річка, вода якої біліше від молока і солодше від меду. Її пахощі прекрасніші від мускусу, а навколо неї літають птахи з прекрасними довгими шиями, схожими на шиї верблюдів». Ім'я поселення отримало від назви річки — Ґусар.

## Географія та клімат
Ґусар розташований у зоні субтропічного клімату, північна частина району розташована в зоні помірного клімату, однак через велику висоту над рівнем моря і близькості гір зима тут холодна, а літо спекотне. Температура повітря за добу може змінюватися більш ніж на 15 °C. Наприклад, влітку після жаркої погоди можуть початися затяжні багатоденні дощі.

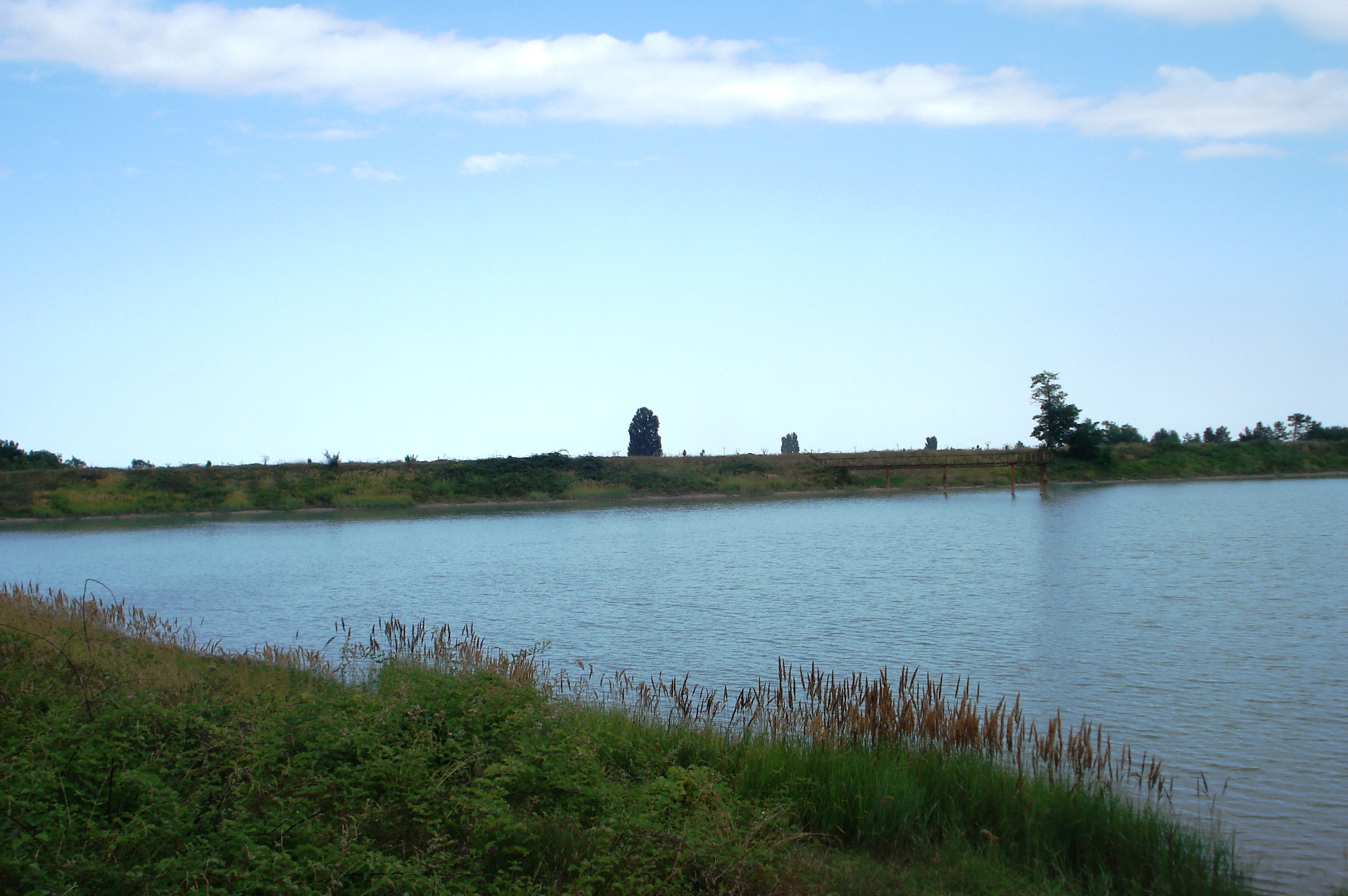
Озеро Фіалка

Місто знаходиться недалеко від гір Базардюзю, Шах-даг і кордону з Росією. У Ґусарі протікає гірська річка Ґусарчай. У місті також є штучне озеро Фіалка.
| Клімат Ґусар            | Клімат Ґусар | Клімат Ґусар | Клімат Ґусар | Клімат Ґусар | Клімат Ґусар | Клімат Ґусар | Клімат Ґусар | Клімат Ґусар | Клімат Ґусар | Клімат Ґусар | Клімат Ґусар | Клімат Ґусар | Клімат Ґусар |
| Показник                | Січ.         | Лют.         | Бер.         | Квіт.        | Трав.        | Черв.        | Лип.         | Серп.        | Вер.         | Жовт.        | Лист.        | Груд.        | Рік          |
| Середній максимум, °C   | 18           | 21           | 28           | 29           | 33           | 36           | 37           | 35           | 33           | 31           | 25           | 25           | 37           |
| Середня температура, °C | −2,3         | −1,6         | 2,6          | 8,8          | 17,6         | 19,8         | 20,6         | 15,6         | 15,8         | 11,1         | 4,8          | 1,4          | 9,3          |
| Середній мінімум, °C    | −22          | −21          | −16          | −10          | 1            | 1            | 8            | 7            | 0            | −8           | −15          | −22          | −22          |
| ----------------------- | ------------ | ------------ | ------------ | ------------ | ------------ | ------------ | ------------ | ------------ | ------------ | ------------ | ------------ | ------------ | ------------ |

## Історія

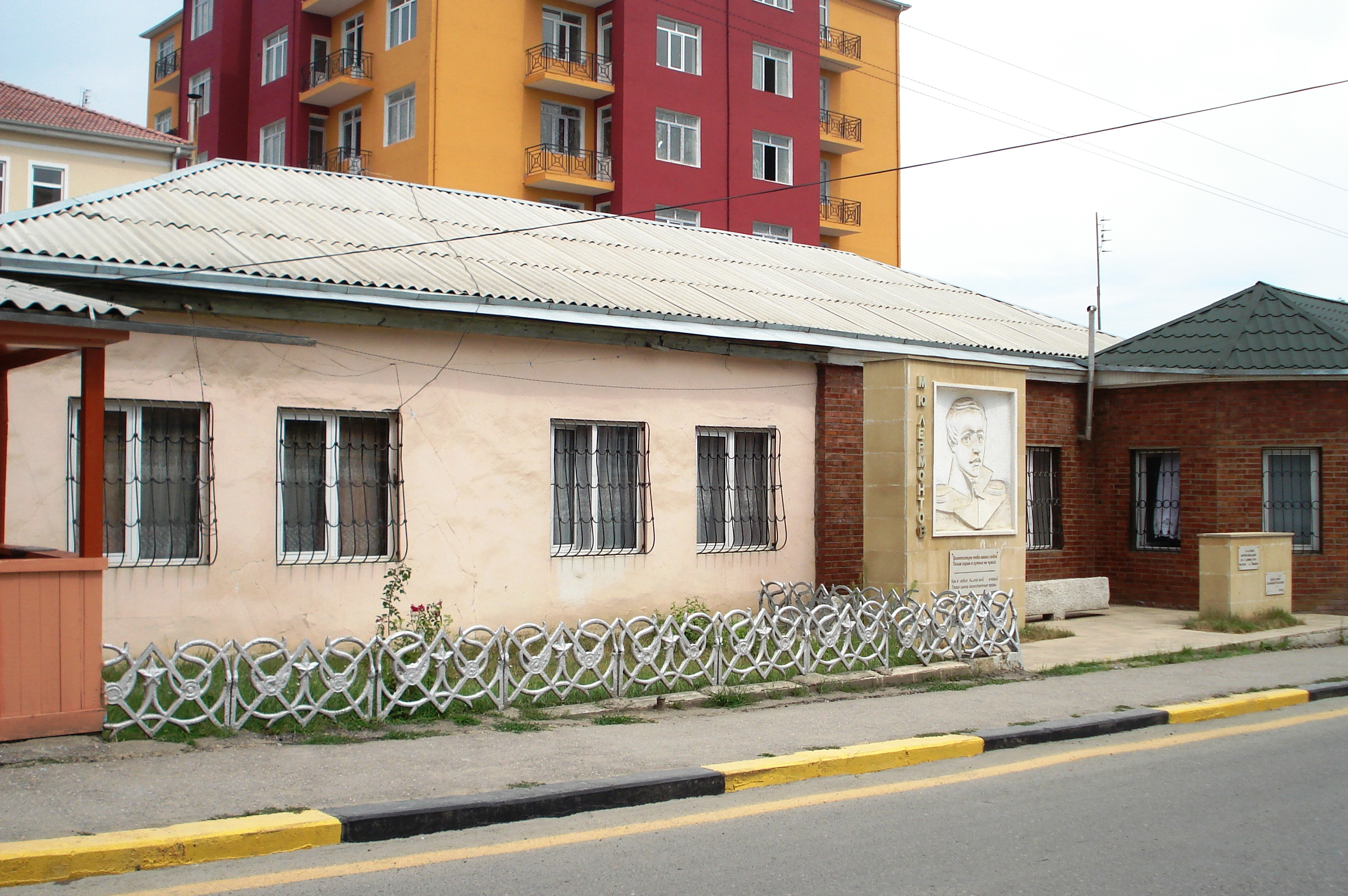
Дім Лермонтова

У 1836 році в Кусарах побував Михайло Юрійович Лермонтов, де він зустрівся з ученим-філософом Гаджі Алі-ефенді і написав поему «Ашик-керіб». У місті зберігся будинок-музей поета з меморіальною дошкою, на якій написані відомі рядки Лермонтова:
|                                             | «Приветствую тебя, Кавказ седой! Твоим горам я путник не чужой... Как я любил, Кавказ мой величавый, Твоих сынов воинственные нравы» |
| — М.Ю. Лермонтов, поема «Ізмаїл-Бей» (1832) | |

У 1934 році райцентр із селища Гіль переїхав до Кусарів, а 1938 року Кусарам надали статус міста.

## Економіка
У місті знаходяться консервний, молочний і асфальтовий заводи.

## Культура й освіта
У 1998 році в Ґусарі було відкрито Державний лезгинський драматичний театр.
В 2008 у в місті працювали 6 середніх шкіл, з яких одна азербайджанська і 5 російських. У місті також є дві дошкільних навчально-освітніх установи. Є Азербайджанський Державний Педагогічний Коледж, в якому навчаються майбутні викладачі азербайджанської мови, англійської мови, літератури, а також вчителі початкових класів.

## Населення
| Рік перепису | Кількість населення |
| ------------ | ------------------- |
| 1916         | 1203                |
| 1937         | 3400                |
| 1959         | 7366                |
| 1979         | 12 225              |
| 1989         | 14 230              |
| 2012         | 17 400              |

## Спорт
У місті є клуб альпінізму Ільгара Ісрафілова, що займається підкоренням гір Кавказу.

## Пам'ятки
- Парк Нарімана Наріманова
- Будинок Лермонтова
- Площа Генерала Махмуд Абілова
- Історико-краєзнавчий музей, заснований 1982 року. У музеї 3000 експонатів.
- Спортивний олімпійський комплекс.

## Відомі уродженці
- Борщев Тимофій Михайлович — народний комісар внутрішніх справ Туркменської РСР (1938—1941)
- Апресов Гарегін Абрамович — радянський дипломат
- Шикерхан Алісманов — чемпіон з греко-римської боротьби. Народився в місті Кусари, за національністю лезгин
- Гаврило Ілізаров — відомий радянський хірург-ортопед
- Мисливий Володимир Андрійович — сучасний український учений.